# Indian Point
Indian Point és una població dels Estats Units a l'estat de Missouri. Segons el cens del 2000 tenia 588 habitants.

## Demografia
Segons el cens del 2000, Indian Point tenia 588 habitants, 253 habitatges, i 193 famílies. La densitat de població era de 81,4 habitants per km².
Dels 253 habitatges en un 20,9% hi vivien nens de menys de 18 anys, en un 64,8% hi vivien parelles casades, en un 9,1% dones solteres, i en un 23,7% no eren unitats familiars. En el 18,6% dels habitatges hi vivien persones soles el 7,5% de les quals corresponia a persones de 65 anys o més que vivien soles. El nombre mitjà de persones vivint en cada habitatge era de 2,32 i el nombre mitjà de persones que vivien en cada família era de 2,61.
Per edats la població es repartia de la següent manera: un 17,2% tenia menys de 18 anys, un 8,8% entre 18 i 24, un 23,6% entre 25 i 44, un 32,7% de 45 a 60 i un 17,7% 65 anys o més.
L'edat mediana era de 45 anys. Per cada 100 dones de 18 o més anys hi havia 86,6 homes.
La renda mediana per habitatge era de 37.727 $ i la renda mediana per família de 42.250 $. Els homes tenien una renda mediana de 31.429 $ mentre que les dones 20.156 $. La renda per capita de la població era de 18.987 $. Entorn del 2,2% de les famílies i el 5,9% de la població estaven per davall del llindar de pobresa.

## Poblacions més properes
El següent diagrama mostra les poblacions més properes.